# Bengt Winberg
Karl Bengt Ingemar Winberg, född 8 oktober 1932 i Skara, död där 3 april 1994, var en svensk målare, tecknare och grafiker.
Han var son till målarmästaren Åke Winberg och Inga Löfgren och gift 1955–1987 med Edna Cers-Winberg. Han studerade vid Anders Beckmans reklamskola i Stockholm 1949–1951 och för Endre Nemes vid Valands målarskola i Göteborg 1951–1955. Han var under tre års tid periodvis bosatt i Spanien och genomförde på 1950-talet studieresor till bland annat Frankrike, Nederländerna, Främre Orienten, USA, Mexiko och Kanada. Separat ställde han ut i Skara, Örebro, Växjö, Falköping och på Galleri Latina i Stockholm och Galleri 54 i Göteborg. han genomförde dessutom ett stort antal utställningar på olika platser i landet med sin fru och tillsammans med Kulo Green och Ralf Wiberg ställde han ut i Skara. Han var representerad i utställningen 20 Westschwedische Maler som visades i Lübeck 1955 och i en utställning på Stedelijk museum i Amsterdam 1956 samt utställningen Nya Valand som visades i Växjö 1959. Han medverkade i flera av Skaraborgssalongerna som visades på olika platser i länet och som medlem i Grupp 54 deltog han i gruppens utställningar. Hans konst består av ett i det närmaste nonfigurativt bildspråk. Winberg är representerad vid bland annat Moderna museet, Göteborgs museum och Borås konstmuseum.